# Häggrundet, Raseborg
Häggrundet är en ö i Finland. Den ligger i Finska viken och i kommunen Raseborg i den ekonomiska regionen  Raseborg i landskapet Nyland, i den södra delen av landet. Ön ligger omkring 92 kilometer väster om Helsingfors.
Öns area är 0,8 hektar och dess största längd är 190 meter i nord-sydlig riktning.